# Kleinweidenmühle
Kleinweidenmühle ist ein Stadtteil der mittelfränkischen kreisfreien Stadt Nürnberg und der Name der Gemarkung 3437. Er besteht aus dem meisten des statistischen Bezirk 5 (Himpfelshof) und hat Anteil am Bezirk 22 (Bärenschanze).

## Geographie
Der Stadtteil wird im Norden durch die Pegnitz, im Osten durch die Stadtmauer und im Westen durch die Bundesstraße 4 R (Maximilianstraße) begrenzt, im Süden ist er baulich mit Gostenhof verwachsen. Umliegende Stadtteile sind (dem Uhrzeigersinn folgend und im Norden beginnend) Wetzendorf, St. Johannis, Lorenz, Gostenhof und Seeleinsbühl.

## Geschichte

### Von der ersten Erwähnung bis zur Eingemeindung

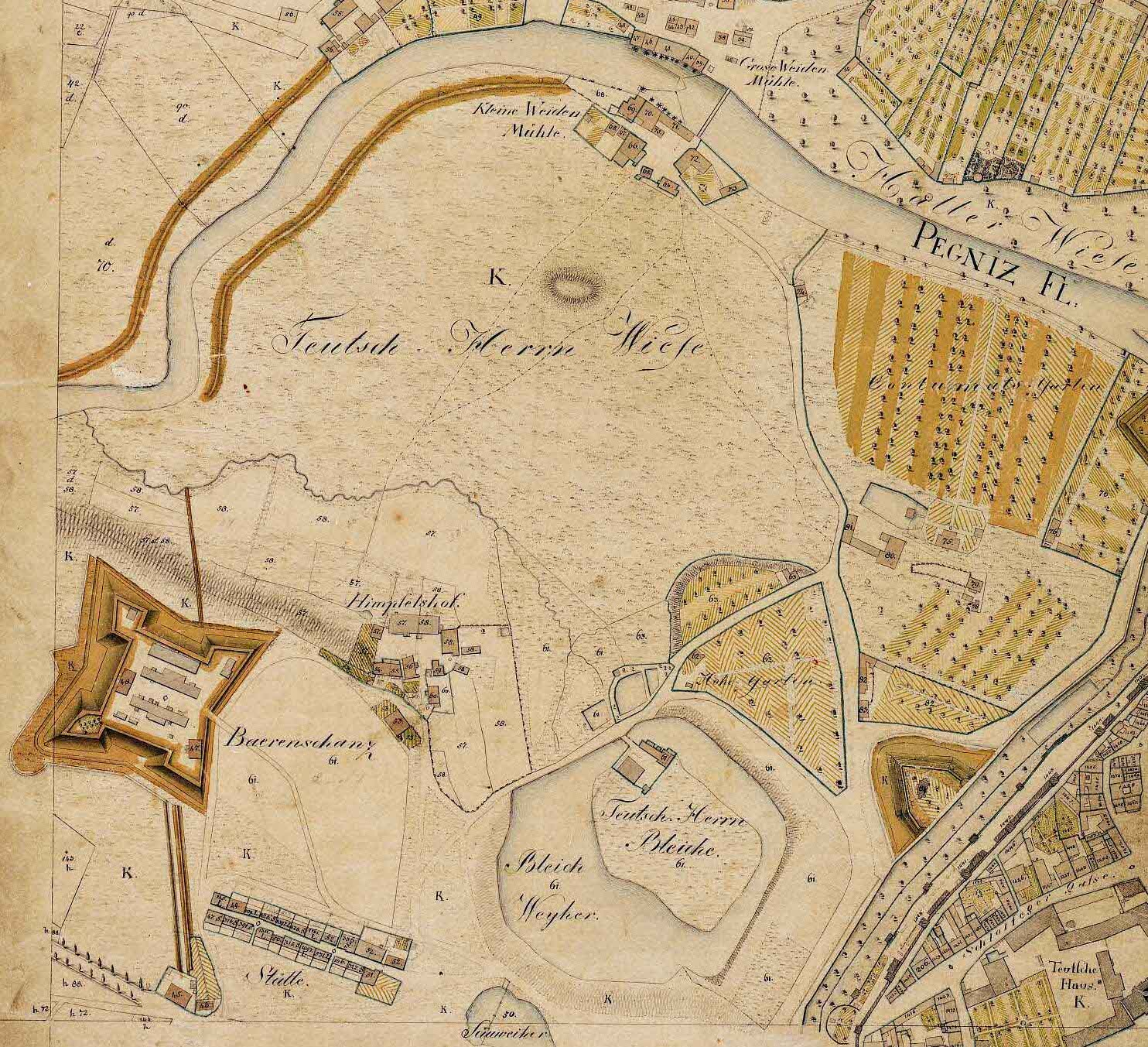
Kleinweidenmühle (Mitte oben) und Umgebung, 1811

Erstmals 1234 wurde die Kleinweidenmühle zusammen mit dem Himpfelshof sowie der späteren Deutschherrnbleiche und -wiese als Schenkung von König Heinrich VII. an die Deutschordenskommende Nürnberg urkundlich erwähnt.
Die Mühle wurde 1431 an die Reichsstadt Nürnberg verkauft, die dort bis Mitte des 16. Jahrhunderts eine Getreidemühle, eine Schleiferei für Scherenmesser sowie einen Messing- und Zainhammer unterhielt. Trotz Konkurrenz aus benachbarten Orten und der mehrmaligen Zerstörung durch Pegnitz-Hochwasser wurde dort bis 1839 Papier hergestellt. Im Zweiten Weltkrieg wurde ein Großteil der Anlagen schwer beschädigt und in den 1980er Jahren bis auf die noch heute existierende ehemalige Papiermühle abgerissen. Der Himpfelshof war ein Bauernhof der Deutschordenskommende Nürnberg. Er wurde 1552 im Zweiten Markgrafenkrieg niedergelegt, um dem Feind keine Deckung zu bieten und nach dem Ende des Krieges wiederaufgebaut. Im Dreißigjährigen Krieg wurde der Weiler erneut zerstört. Später ließ der Komtur der Deutschordenskommende dort ein Sommerhaus errichten.
Während des Dreißigjährigen Krieges wurde um 1632 südwestlich der Mühle die Bärenschanze als Teil des die Reichsstadt umgebenden Wallsystems errichtet. Diese Anlage wurde nach Kriegsende von der Reichsstadt Nürnberg zu einer Kaserne ausgebaut, die letztmals während der napoleonischen Kriege als Lazarett für die französischen Soldaten genutzt wurde.
Gegen Ende des 18. Jahrhunderts gab es in Kleinweidenmühle 9 Anwesen. Das Hochgericht übte die Reichsstadt Nürnberg aus, was vom brandenburg-ansbachischen Oberamt Cadolzburg und vom Oberamt Schwabach bestritten wurde. Grundherr war die Reichsstadt Nürnberg: Zinsmeisteramt (Hammerwerk mit 3 Häusern, Mahlmühle mit 2 Häusern, Papiermühle mit 4 Häusern), Bauamt (1 Haus mit Werkstätten).
1796 fiel Kleinweidenmühle mit dem Kontumazgarten, dem Himpfelshof, der Deutschherrnbleiche und -wiese und der Bärenschanze an Preußen und kam, nachdem es in der Zwischenzeit vom Justiz- und Kammeramt Gostenhof verwaltet wurde, 1806 zu Bayern. Im Rahmen des Gemeindeedikts wurde Kleinweidenmühle dem 1808 gebildeten Steuerdistrikt Sündersbühl und der im selben Jahr gegründeten Ruralgemeinde Sündersbühl zugeordnet. Am 1. Oktober 1825 wurde Kleinweidenmühle als Teil den das Stadtgebiet umgebenden Burgfriedens nach Nürnberg eingemeindet.

### Entwicklung im 19. und beginnenden 20. Jahrhundert
Mit dem Bau der Fürther Straße 1801 und der Ludwigsbahn 1835 setzte entlang der beiden Verkehrsadern eine rege Bautätigkeit ein. Nach Aufhebung des Nürnberger Festungsstatus 1866 begann die planmäßige Bebauung in Kleinweidenmühle, bedeutende Bauwerke waren beispielsweise die ab den 1890er Jahren entlang der Hoch- und Solgerstraße errichteten Jugendstilhäuser der sich dort niederlassenden Hopfenhändler. Nach Abtragung der Bärenschanze Anfang des 19. Jahrhunderts entstanden auf dem Gelände von 1848 bis 1889 die Bärenschanzkaserne und westlich davon die Kulturfeldkaserne sowie weitere militärische Bauten für das dort bis 1918 stationierte 1. Bayerische Chevaulegers-Regiment. Nördlich davon, auf der Deutschherrnwiese, wurde bereits 1834 ein Exerzierplatz angelegt. Diese Anlagen bestimmten bis zu Beginn des 20. Jahrhunderts das Bild des Stadtteils.
Die stetig wachsende Bevölkerung in den bis 1899 neu eingemeindeten Vororten erforderte den Bau einer Brandschutzwache (heute Feuerwache 1), die am 1. März 1902 in Betrieb ging. Bereits 1900 wurde ein Waisenhaus (heute Kinder- und Jugendheim) errichtet, dem 1910 der Bau eines Schulhauses (heute Reuterbrunnenschule) östlich der Feuerwache folgte. Nachdem die auf der Fürther Straße verlaufende Straßenbahn den Stadtteil bereits seit 1881 tangierte, wurde er ab 11. Oktober 1913 mit einer eigenen Straßenbahnstrecke (sog. „Westring“) von der Fürther- über Will- und Brückenstraße sowie den Kirchenweg zur Bucher Straße direkt erschlossen. Ab 1937 fand die Dürer-Oberrealschule (das heutige Dürer-Gymnasium) in der Sielstraße (zwischen Justizvollzugsanstalt und Lederer-Brauerei) neue Räumlichkeiten.

### Von der Nachkriegszeit bis zur Gegenwart
Nach dem Zweiten Weltkrieg wurden die noch intakten Kasernenteile zum Teil von der amerikanischen Militärverwaltung genutzt und anschließend einer zivilen Nutzung, z. B. als Unterkünfte für das Arbeitsgericht oder das Versorgungsamt, übereignet. Baufällige und zerstörte Kasernenteile wurden abgetragen und die freien Flächen nach und nach mit Wohngebäuden und Gewerbebetrieben überbaut. 1965 ließ Fritz Erler die nach ihm benannte Klinik gegenüber der alten Kontumazanstalt errichten. 1976 wurde die Straßenbahnstrecke entlang der Willstraße („Westring“) wegen des beginnenden U-Bahn-Baus in der Fürther Straße stillgelegt und durch eine Buslinie ersetzt. 1980 wurde der Neubau der Wilhelm-Löhe-Schule auf der Deutschherrnwiese eröffnet. Zum Ende des alten und Beginn des neuen Jahrtausends machte sich der Strukturwandel im Industriesektor im Stadtteil bemerkbar, wodurch einige Standorte ehemals ansässiger Unternehmen eine neue Nutzung erhielten. Aus dem Firmen- und gleichzeitigen Produktionssitz von Sandoz an der Deutschherrnstraße entstand der Business-Park „Deutschherrnkarree“, in dem vorwiegend Unternehmen aus der IT-Branche angesiedelt sind. Die ehemalige Reithalle der Bärenschanzkaserne (ein Klenze-Bau der in ganz ähnlicher Form noch in Coburg zu sehen ist und auch dort als Reithalle diente) wurde, nachdem verschiedene Nutzungskonzepte u. a. als Standort für das Garnisonsmuseum gescheitert waren, zu einer Loft-ähnlichen Wohnanlage umgebaut. Seit Februar 2010 läuft der Abriss der ehemaligen Kulturfeldkaserne, auf deren Gelände gemischte Wohn- und Gewerbebebauung vorgesehen ist.

### Einwohnerentwicklung
| Jahr      | 001818 | 001824 | 001840 | 001871 | 001885 |
| Einwohner | 163    | 49     | 106    | 2383   | 1581   |
| Häuser    | 21     | 12     | 10     |        | 127    |
| Quelle    | [ 7 ]  | [ 4 ]  | [ 8 ]  | [ 9 ]  | [ 10 ] |

## Kultur und Sehenswürdigkeiten

### Erziehung und Bildung
- Reutersbrunnenschule (Grundschule)
- Wilhelm-Löhe-Schule (Gesamtschule)
- Dürer-Gymnasium
- Evangelische Hochschule
- Berufliche Schule B5 (Bereich Textil/Bekleidung)
- Sonderpädagogisches Förderzentrum Nürnberg

### Sport und Freizeit
- Deutschherrnwiese (mit Sportanlage)
- Kontumazgarten
- Pegnitzauen
- Rosenaupark, früher Prateranlage

### Veranstaltungen
Seit 2000 findet an jedem 1. Januar unter der Johannisbrücke eine Freilichtvorführung des Vereins Mobiles Kino Nürnberg statt. Jedes Jahr im Mai wird vom Bürgerverein Gostenhof das Hochstraßenfest ausgerichtet.

## Wirtschaft und Infrastruktur

### Öffentliche Einrichtungen
- Erler-Klinik
- Feuerwache 1
- Kinder- und Jugendheim

### Behörden
- Zentrum Bayern Familie und Soziales, Außenstelle Nürnberg („Versorgungsamt“)

### Ansässige Unternehmen
- Becher Industrieschilder
- Kropf Automobile
- Lederer Bräu (Lederer Kulturbrauerei)
- Zentrale von Novartis Deutschland

### Verkehr
Im Nachbarstadtteil Gostenhof verläuft in Ost-West-Richtung vom Plärrer nach Fürth die Fürther Straße. Von ihr zweigt die Willstraße ab und verbindet als Tangente in Süd-Nord-Richtung zwischen dem Altstadtring und der Ringstraße die Fürther Straße mit der Bucher Straße. Die an ihr liegende Johannisbrücke hat, als eine der sieben die Pegnitz überquerenden Brücken, eine wichtige Bedeutung im Nürnberger Straßennetz und wird im Durchschnitt von 12.000 Kfz/16 h befahren.
Im öffentlichen Personennahverkehr wird Kleinweidenmühle im Süden durch die Haltestellen Gostenhof und Bärenschanze der U-Bahn-Linie U1 sowie im Osten durch die Haltestelle Obere Turnstraße der Straßenbahnlinien 4 und 6 erschlossen. Die Stadtbuslinie 34 (Friedrich-Ebert-Platz – Plärrer) durchquert den Stadtteil von Nord nach Süd und erschließt ihn mit den Haltestellen Gostenhof Ost und West sowie Deutschherrnstraße.